# Музей Поля Гогена
Музей Поля Гогена — художественная галерея в японском стиле, посвящённая жизни и творчеству Поля Гогена на Таити, Французская Полинезия. Расположена по адресу PK 51, 2 Papeari.

## История
Музей был основан в Папеари в 1965 году. Инициатор создания и автор концепции — Патрик О’Райли (Patrick O’Reilly). Правительство Французской Полинезии выделило участок на берегу моря, примыкающий к ботаническому саду.
В первый год существования музей посетили 15 000 человек.
С 2013 года музей закрыт по причине реорганизации в соответствии с новой концепцией. Открытие нового, расширенного и дополненного, музейного комплекса запланировано на 2024 год.

## Экспозиция
Коллекция музея насчитывает около 350 экспонатов, в том числе пять оригинальных произведений Гогена (резные ложки, деревянная и керамическая скульптуры), а также его письма и ряд гравюр. Кроме того, экспонируются работы Модильяни, Бюффе, английской художницы Констанции Гордон-Камминг (жившей во Французской Полинезии в 1877 году и писавшей пейзажи островов Таити и Муреа) и ряда современных художников. Представлены также документы и фотографии эпохи Гогена.